# Wsewolod Emiljewitsch Meyerhold

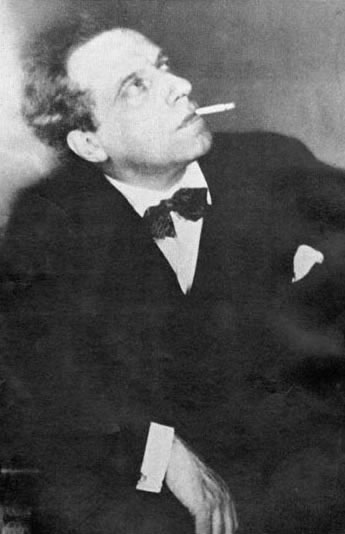
Wsewolod Meyerhold

Wsewolod Emiljewitsch Meyerhold (russisch Всеволод Эмильевич Мейерхольд, wiss. Transliteration Vsevolod Ėmil'evič Mejerchol'd, ursprünglich Karl Kasimir Theodor Meierhold; * 28. Januarjul. / 9. Februar 1874greg. in Pensa, Russisches Kaiserreich; † 2. Februar 1940 in Moskau, UdSSR) war ein russischer Regisseur und Schauspieler. Er war der Entwickler einer radikal antirealistischen Bühnenkunst und gilt als einer der bedeutendsten Theaterregisseure des 20. Jahrhunderts. Er wurde Opfer der Stalinschen Säuberungen.

## Leben
Wsewolod Meyerhold stammte aus einer evangelisch-lutherischen Familie und war der Sohn des aus Preußen eingewanderten Weinhändlers Emil Meyerhold und dessen Ehefrau, der Deutsch-Baltin Alwina Van der Neese. Nachdem Wsewolod Meyerhold die Schule 1895 beendet hatte, nahm er das Studium der Rechtswissenschaft an der Moskauer Universität auf, das er jedoch abbrach. An seinem 21. Geburtstag konvertierte er zum russisch-orthodoxen Christentum und nahm den Namen „Wsewolod Emiljewitsch“ an. In dieser Zeit heiratete er auch seine erste Frau, Olga Munt, mit der er drei Töchter hatte, darunter Irina Meyerhold.
Seine Schauspielerkarriere begann mit dem Studium am Staatlichen Institut für Theaterkunst. Er lernte unter anderem bei Wladimir Nemirowitsch-Dantschenko. Ab 1898 war Meyerhold Mitglied des Ensembles am Moskauer Künstlertheater, wo er stark von Konstantin Sergejewitsch Stanislawski beeinflusst wurde und an vielen Produktionen mitwirkte.
Seine Karriere als Regisseur begann 1902. In den ersten Jahren war er stark am Realismus orientiert, allerdings wandte er sich ab 1905 gänzlich davon ab. Er entwickelte einen innovativen symbolistischen Stil.

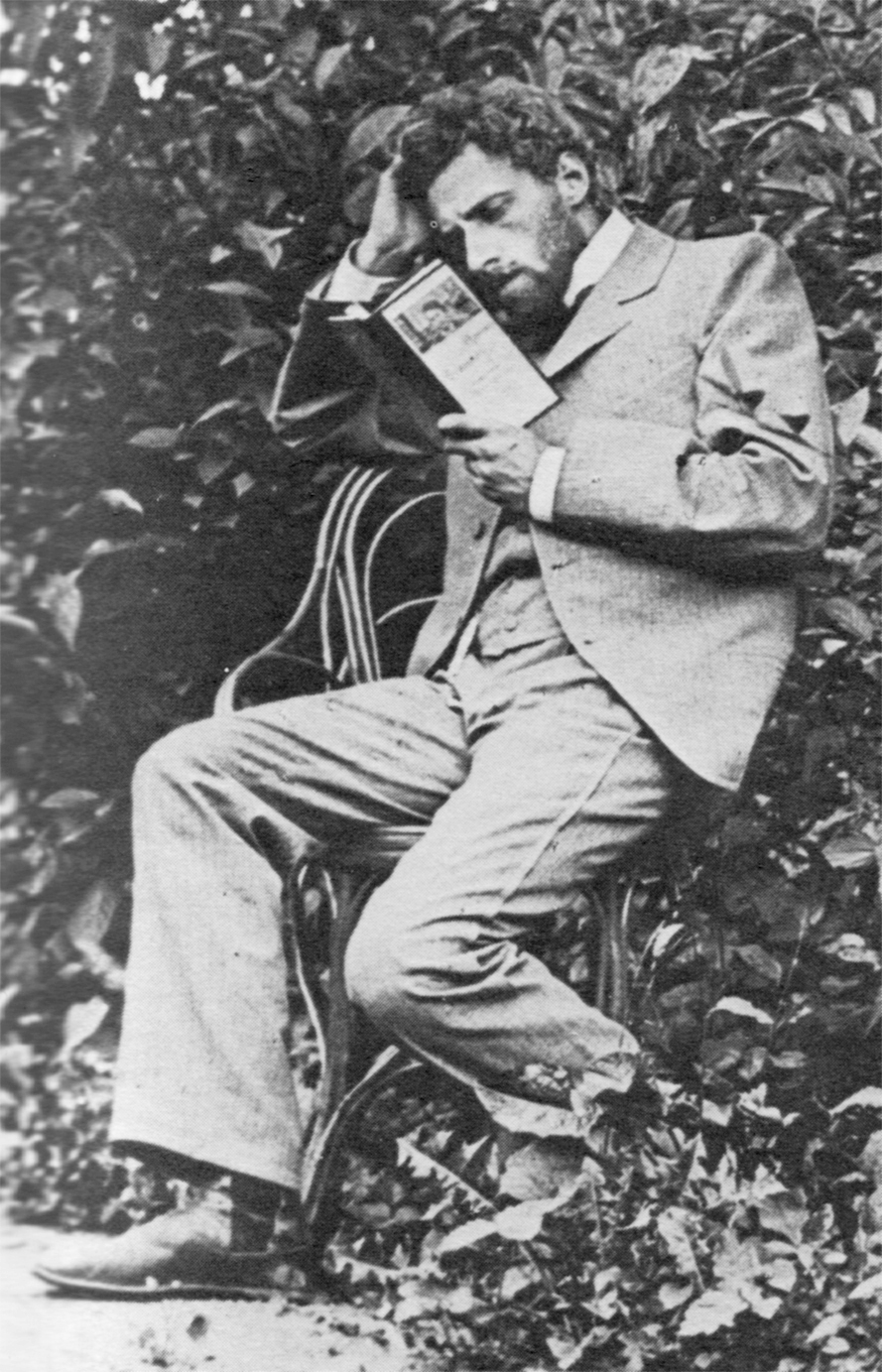
Der junge Meyerhold bei der Lektüre von Tschechows Möwe

Während seiner Zeit am Sankt Petersburger Wera-Komisarschewskaja-Theater (1906–1907) reiften seine künstlerischen Fähigkeiten. Diese Periode seines Wirkens hat er in seinem ersten Buch Theatre: History and Techniques (1907) festgehalten. Bald inszenierte Meyerhold auch Aufführungen an den staatlichen Theatern Sankt Petersburgs. Er führte klassische Stücke auf eine innovative Art auf und stellte umstrittene zeitgenössische Autoren wie Fjodor Sologub, Sinaida Hippius und Alexander Blok in den Mittelpunkt. Seine Aufführungen waren oft durch viele verschiedene Einflüsse und Stilelemente geprägt. 1913 schrieb er sein zweites Buch Über das Theater.
Bald wurde auch die Welt außerhalb Russlands auf diesen interessanten Mann aufmerksam, und er inszenierte Produktionen in verschiedenen europäischen Großstädten, unter anderem in Paris. Obwohl die Avantgarde der russischen Künstler und Intellektuellen Meyerhold enthusiastisch unterstützte, hatte er auch Gegner. Vor allem die staatlichen Einrichtungen des Zarenreiches forderten eine konventionelle, realistische Art des Theaters. Nach der Oktoberrevolution 1917 engagierte sich Meyerhold immer mehr für die Kommunistische Partei; er war Anhänger der Idee des sowjetischen Theaters. Im gleichen Jahr eröffnete er sein eigenes Theater, das bis heute seinen Namen trägt.  Ende der 1910er Jahre experimentierte er auch mit dem Medium Film. Er führte unter anderem Regie in einer Verfilmung von Oscar Wildes Das Bildnis des Dorian Gray.
Nachdem Meyerhold 1919 von der antisowjetischen Weißen Armee inhaftiert wurde, erkrankte er an Tuberkulose. Nach seiner Befreiung durch die Rote Armee kehrte er nach Moskau zurück. Dort wurde er Leiter der neuen staatlichen Verwaltungsabteilung für Theater und Schauspiel. Er arbeitete ein Programm des neuen russischen Theaters aus, das dem Ästhetizismus der Renaissance ähnlich war. Den kommunistischen Führern, allen voran Lenins Frau Nadeschda Krupskaja, gefielen seine Aufführungen aber nicht, und er verlor sein Amt. Von 1922 bis 1924 war er Leiter des Moskauer Theaters der Revolution, und 1923 gründete er eine experimentelle Theatergruppe, das Wsewolod-Meyerhold-Theater. Die Schauspieler wurden von Meyerhold selbst oder von seinen engsten Mitarbeitern ausgebildet.
Er wandte dabei eine Ausbildung an, die er Biomechanik nannte. Er kombinierte psychologische mit physiologischen Prozessen; seine Schauspieler benutzten besondere Bewegungen und Gesten zur Verdeutlichung ihrer Emotionen. Meyerhold meinte nämlich, dass Emotionen auf physische Abläufe folgen. Wenn der Körper also bestimmte Posen annimmt, folgen die Gefühle von ganz allein. Mit dieser Gruppe arbeitete er über die nächsten 16 Jahre. Er versuchte weiterhin, eine eigenständige, abstrakte, intensiv dynamische Realität auf der Bühne zu erschaffen. Die offizielle Kritik honorierte dies und stellte Meyerhold auf eine Ebene mit Künstlern wie Pablo Picasso, Salvador Dalí, Franz Kafka, Dmitri Schostakowitsch und Benjamin Britten.

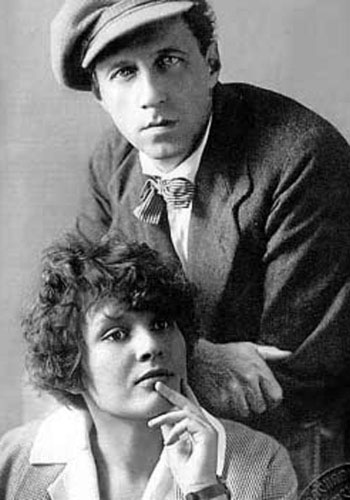
Meyerhold und seine zweite Frau Sinaida Reich

Seit 1922 war er mit der Schauspielerin Sinaida Reich verheiratet.
Im April 1930 gastierte Meyerhold mit einer Auswahl von Inszenierungen der vergangenen sechs Jahre im Theater in der Stresemannstraße und an der Piscator-Bühne im Wallner-Theater in Berlin; im Juni 1930 folgte ein Gastspielaufenthalt in Paris. Daheim wurde er in den 1930er Jahren von staatlicher Seite immer wieder der antisowjetischen Propaganda beschuldigt. Man warf ihm vor, seine Aufführungen seien politisch und ideologisch nicht für die sowjetische Bevölkerung geeignet. Die meisten seiner Produktionen wurden wegen der strengen Zensur nicht zugelassen. Er zog sich zurück und widmete sich einem Neubauprojekt für seine Theatergruppe. Das Projekt konnte aber nie abgeschlossen werden.
Das Wsewolod-Meyerhold-Theater wurde 1938 zwangsweise geschlossen, ein Jahr später wurde er verhaftet und seine Frau ermordet. Ihm wurde zur Last gelegt, ein französischer Spion zu sein. Bei den Verhören durch Offiziere der sowjetischen Geheimpolizei NKWD wurde er schwersten Folterungen unterzogen. In den KGB-Archiven fand sich ein Gnadengesuch Meyerholds an den Regierungschef Wjatscheslaw Molotow, in dem er detailliert die Folterungen beschrieb: Schläge mit Gummiknüppeln, Gießen von heißem Wasser über die Blutergüsse. Eine Eingangsbestätigung durch das Sekretariat Molotows oder eine Antwort auf das Schreiben ist nicht überliefert.
In einem Geheimverfahren wurde Meyerhold zum Tode durch Erschießen verurteilt. Am 2. Februar 1940 wurde er in Moskau hingerichtet. Die Exekution per Genickschuss nahm der NKWD-Henker Wassili Blochin vor. Meyerholds Leichnam wurde eingeäschert und in einem Massengrab auf dem Moskauer Donskoi-Friedhof beigesetzt.
Meyerhold wurde im Jahre 1955 rehabilitiert.

## Werke
- Schriften. Aufsätze – Briefe – Reden – Gespräche. 2 Bände. Henschel, Berlin 1979
- Theatre. History and techniques, 1907 (Neuausgabe: Theatre, Methuen, London 1998, ISBN 0-413-38790-9)